# اف ۸ (آلبوم)
اف ۸ (به انگلیسی F8) در انگلیسی تلفظ شده به شکل ایمان("fate") هشتمین آلبوم استودیویی توسط گروه هوی متال آمریکایی فایو فینگر دث پانچ است که در ۲۸ فوریه سال ۲۰۲۰ منتشر شد. این اولین آلبوم فایو فینگر دث پانچ است که چارلی آنگن درام نوازنده است، که به دنبال ترک جرمی اسپنسر به گروه پیوست و آخرین آلبوم گروه با جیسون هووک گیتارییست است.

## لیست آهنگ‌ها
تمامی آهنگ‌ها توسط زلتن بثری، جیسون هووک،
ایوان ال. مودی نوشته شده‌است
| اف ۸ لیست آهنگ‌ها | اف ۸ لیست آهنگ‌ها             | اف ۸ لیست آهنگ‌ها |
| شماره            | نام                          | مدت              |
| ---------------- | ---------------------------- | ---------------- |
| ۱.               | «اف ۸ (اینترو)»              | ۱:۱۵             |
| ۲.               | «پشت و رو»                   | ۳:۴۶             |
| ۳.               | «چرخه کامل»                  | ۳:۲۲             |
| ۴.               | «زندگی در رؤیا»              | ۳:۳۵             |
| ۵.               | «یکمی ساکت»                  | ۳:۱۱             |
| ۶.               | «پایین بالا»                 | ۳:۳۳             |
| ۷.               | «تنها بودن»                  | ۳:۴۵             |
| ۸.               | «مادر ممکن است من (تیک تاک)» | ۳:۵۴             |
| ۹.               | «تاریکی می‌آید»               | ۴:۴۱             |
| ۱۰.              | «این جنگه»                   | ۳:۱۲             |
| ۱۱.              | «همه چیز را پشت سر بگذارید»  | ۳:۳۱             |
| ۱۲.              | «بافت زخم»                   | ۲:۵۳             |
| ۱۳.              | «سمت روشن‌تر خاکستری»         | ۴:۳۰             |
| مجموع مدت:       | مجموع مدت:                   | ۴۵:۰۶            |

## عوامل
- ایوان مودی – وکالیست
- زلتن بثری – ریتم گیتار
- جیسون هوک – گیتاریست، صدای پشت
- کریس کائیل – بیس گیتار، صدای پشت
- چارلی آنگن – درام